# Mount Carrara
Mount Carrara ist ein 1770 m hoher Berg im Zentrum der Sky-Hi-Nunatakker im westantarktischen Ellsworthland.
Das Advisory Committee on Antarctic Names benannte ihn 1985 nach dem US-amerikanischen Geologen Paul Edward Carrara (* 1947) vom United States Geological Survey, der einer Mannschaft des Survey zur Erkundung des Gebiets zwischen den Sky-Hi-Nunatakkern und der Orville-Küste angehörte und im Januar 1978 mit zwei Begleitern diesen Berg erstmals bestieg.